# Hartland Molson
Pour les articles homonymes, voir Molson (homonymie).
Hartland de Montarville Molson (né le 29 mai 1907 à Montréal et mort le 28 septembre 2002) est un homme d'affaires et sénateur canadien.
Il naît dans une famille de brasseurs. Son père est le colonel Herbert Molson, propriétaire de la brasserie Molson de Montréal.
Il fait ses études à l'école Selwyn House School de Montréal, au Bishop's College School de Lennoxville, au Québec, et à la prestigieuse Charterhouse School, dans le Surrey, en Angleterre. Revenu au pays, il poursuit ses études au Collège militaire royal du Canada, à Kingston, Ontario (1924-1928); puis, il passe un an à Paris pour parfaire sa connaissance de la langue française. Il entre, par la suite, à la firme comptable MacDonald-Curie et obtient son titre de comptable agréé en 1933.
Il manifeste une préférence pour les sports. En 1926, il a été hockeyeur pour le Kingston Hockey Club et membre d'une équipe de football qui gagne le Championnat Dominion. Il a été président honoraire de la British Empire Games Association (devenue Jeux du Commonwealth), membre du Comité aviseur de l'Association canadienne olympique, et membre de l'Union athlétique amateur.
De 1933 à 1938, il a été président de Montreal & Dominion Skyways, après quoi il rejoint la Brasserie Molson comme assistant secrétaire- trésorier pour accéder, poste après poste, à la présidence en 1953. Depuis 1988, il est administrateur de société émérite de la Brasserie Molson.
Pendant la Seconde Guerre mondiale, sa carrière professionnelle a été interrompue par les six ans de service dans l'Aviation royale canadienne (Royal Canadian Air Force). Déjà breveté pilote civil avant le conflit, Molson a rejoint l'escadrille auxiliaire 115, qui a été intégrée en mai 1940 à l'escadrille de chasse no 1 (devenue plus tard l'escadrille 401). Il a participé à la bataille d’Angleterre aux commandes d’un Hurricane, accomplissant 62 missions de combat. En octobre 1940, il a été grièvement blessé après avoir été touché par un tir ennemi, mais a survécu en sautant en parachute. À 33 ans, il comptait parmi les pilotes de chasse alliés les plus âgés.
De retour au Canada pour sa convalescence, Molson s’est engagé dans une série de conférences pour promouvoir l’effort de guerre. Par la suite, il a commandé l’escadrille 118 et occupé divers postes stratégiques au sein du Eastern Air Command, supervisant notamment les bases de Moncton, Weyburn et Saint-Hubert. En tant que Directeur du personnel au quartier général de l’Aviation royale canadienne à Ottawa, il a contribué à l’organisation et à la gestion des ressources humaines de l’ARC. Il a pris sa retraite militaire avec le grade de capitaine de groupe et a reçu le titre d’Officier de l’Ordre de l’Empire britannique (OBE) pour ses services.
En 1955, il est élu au Sénat du Canada, et fait partie du Comité des transports et communications, et de ceux des finances, du commerce extérieur et de la défense, jusqu'à sa retraite en 1993, après près de 38 années de service ,.
Il est président du club de hockey Les Canadiens de Montréal de 1957 à 1964. Ses sept années dans le monde du hockey sont couronnées par sa nomination au Temple de la renommée du hockey dans la section des bâtisseurs. Au cours de sa carrière, il est membre des conseils d'administration de deux entreprises, la Sun Life et la Banque de Montréal. Ses multiples implications lui valent plusieurs doctorats honorifiques, de même qu'une nomination comme officier de l'Ordre du Canada, en 1995, puis en 2000 dans l' Ordre national du Québec, la plus haute distinction décernée par le gouvernement du Québec .
Une bibliothèque du Musée canadien de la guerre située à Ottawa porte maintenant son nom. La Bibliothèque Hartland-Molson compte environ 60 000 volumes, dont des histoires de régiments, des mémoires personnels publiés, des périodiques et des journaux, des dépliants du temps de guerre, des manuels militaires techniques et de campagne, des documents multimédias et 5 000 livres rares .

## Distinctions
- 1946 - Officier de l’Ordre de l'Empire britannique[1]
- 1995 - Officier de l'Ordre du Canada
- 2000 - Chevalier de l'Ordre national du Québec
- 2001 - Intronisé au Panthéon de l'Air et de l'Espace du Québec[1]